# He (kort verhaal)
He is een kort horrorverhaal geschreven door de Amerikaanse schrijver H.P. Lovecraft. Het werd voor het eerst gepubliceerd in het september-nummer uit 1925 van Weird Tales.

## Verhaal
Een verteller is van New England verhuisd naar New York in de hoop hier de inspiratie op te doen die hij nodig heeft om dichter te worden. Na een korte periode van bewondering, walgt hij al snel van de stad en zijn bewoners. Om zichzelf toch in de illusie te kunnen wanen dat hij in een ouder en verfijnder New York is, gaat hij daarna alleen 's nachts de straat nog op.
Tijdens een nachtelijke wandeling ontmoet hij op een binnenplaats in Greenwich Village een man. Die is het opgevallen dat de verteller interesse vertoont in de oudste delen van de stad. Hij verklaart zichzelf deskundig op dit vlak en biedt aan om als gids te fungeren. De verteller accepteert zijn aanbod en gaat met hem mee. Na een tocht van meer dan een uur door binnenstraatjes vol oude bezienswaardigheden, leidt de man de verteller een huis op een landgoed binnen.
De man vertelt dat het gebouw al lang in de familie is. Een voorvader die schildknaap was, betrok het in 1768. Hij ontdekte toen dat specifiek dit stuk grond geschikt was voor het verrichten van bepaalde activiteiten en bepaalde ontdekkingen. Hij betrapte indianen op het landgoed die al tijden bij volle maan over de muur klommen om rituelen uit te voeren. Hij stond ze toe om het terrein te blijven gebruiken in ruil voor hun geheimen. Een week later was hijzelf de enige met deze kennis die nog leefde. Hij deed daarnaast kennis op aan Oxford en in gesprekken met een chemicus en astroloog in Parijs.
De man leidt de verteller naar een raam. Hij maant hem stil te zijn voor hij het gordijn opzij trekt. Het is pikdonker, maar na een bliksemflits ziet de verteller heel even een New York zonder gebouwen, maar vol bos en moerasland. Zijn gids blijkt een beoefenaar van necromantie. Hij heeft zojuist het New York laten zien van voor het werd bebouwd. Na een tweede bliksemflits vertoont het raam een New York uit een minder ver verleden. Nadat de verteller hem vraagt hoever zijn gave reikt, veroorzaakt de man een derde bliksemflits. Het raam geeft nu zicht op een New York in de toekomst; een zwarte stenen stad, met hoge piramiden, een hemel vol vreemde vliegende wezens en een bevolking gehuld in rode en oranje gewaden die krankzinnig danst op muziek van drums en hoorns.
De verteller begint te schreeuwen. Onbedoeld roept hij hiermee de geesten van de destijds gedode indianen op. Terwijl ze de trap beklimmen, blijkt uit de woorden van zijn gastheer dat hijzelf de schildknaap uit 1768 is. Terwijl de man vergaat tot een verkoold hoofd, stroomt een zwarte vloeistof met kwaadaardige ogen de kamer in en verzwelgt dat wat er over is van de man. De substantie trekt zich daarna terug zonder de verteller aan te raken. Die vlucht daarna het instortende huis uit. Hij klimt op de muur voor het landgoed en ziet niets meer van de straat waardoor ze naar het huis waren gekomen. Na een val treft een man hem aan met twee gebroken benen. Van het landgoed is niets meer te zien.